# Víctor Chou
Víctor Zi Hsuan Chou Hsieh  (chinês tradicional: 周子軒; chinês simplificado: 周子轩), mais conhecido como Víctor Chou (Madrid, 5 de fevereiro de 1992), é um futebolista espanhol naturalizado taiwanês que atua como meia. Atualmente, joga pelo Shenzhen Ruby.

## Carreira

### Clubes
Os pais de Chou, Pepe Chou Huo-lien (chinês: 周 火炼) e Hsieh Chi (chinês: 谢 琦), são ambos de Taiwan. Após graduar-sem no Instituto Nacional de Artes de Taiwan, eles migraram para a Espanha para estudar artes plásticas lá. Como Pepe Chou Huo-lien é apaixonado por futebol, Víctor Chou e sua família espanhola (babás) iniciaram no menino os conceitos do esporte.
Quando Víctor Chou ainda era uma criança, a babá e seu marido descobriram o talento do futebol no garoto e sugeriram Pepe para deixá-lo ter uma formação profissional. Chou, em seguida, se juntou Asociación Deportiva Juvenil, que é uma equipe de futsal em Tres Cantos. Um ano mais tarde, ele se juntou à equipe amadora local, Balompié Tres Cantos.
Em 2002, Chou entrou para a equipe juvenil do Atlético de Madrid, apesar do fato de que seus pais eram fãs leais do rival Real Madrid. Em 2005, foi-lhe oferecido um contrato pela equipe juvenil do Valladolid e ele decidiu se mudar para lá. Sua passagem pelo clube Pucela foi longa e bem sucedida.
Em 2009, Chou transferiu-se para o time de juniores do UD Salamanca (Divisão de Honra Juvenil). Em 2010, Chou foi convocado várias vezes pelo primeiro time da UD Salamanca para participar do treinamento e, eventualmente, jogar partidas oficiais em 2011 e 2012.
Ele deixou o clube em janeiro de 2012, em prol da busca de novos desafios na China. Depois, Chou foi realizar testes no Shenzhen Ruby e Shanghaï Shenhua. Ele expressou seu desejo de atuar na Liga da Primeira Divisão de Hong Kong pelo Kitchee SC, por eles terem dirigente e treinadores espanhóis, antes do jogo amistoso entre a Seleção de Taipé e Hong Kong.
Em 16 de março de 2013, Victor foi oferecido ao para realizar testes no South China, que disputa a Liga da Primeira Divisão de Hong Kong. Seu pai afirmou que Chou teria recebido a proposta de um contrato após os testes. Em 29 de março de 2013, Steven Lo, presidente do South China, confirmou a contratação de Victor Chou. Ao final do seu contrato, ele deixou o clube após uma temporada.

### Seleção
Víctor Chou nasceu na Espanha e, devido a sua descendência taiwanesa, ele está disponível para representar a Espanha e Taipé Chinês. Devido ao seu bom desempenho na época do Salamanca, o CTFA foi atraído e queria chamá-lo para a equipe nacional. Em julho de 2010, o presidente da CTFA, Lu Kun-Shan, reuniu-se com Chou e convidou-o para atuar na Seleção Sub-23 de Taipé Chinês, nas eliminatórias para os Jogos Olímpicos de 2012. Em 9 de março de 2011, ele jogou pelo Sub-23 de Taipé Chinês na partida 11 e jogou por toda a partida, mas a Seleção de Taipé Chinês perdeu o jogo por 0 a 2. Em 29 de fevereiro de 2012, ele fez o seu jogo de estréia pela equipe principal da Seleção de Taipé Chinês, substituído pelo de seu companheiro de equipe, Chen Yi-wei aos 72 minutos, no amistoso contra Hong Kong.

## Estatísticas

### Clubes
Atualizado em 29 de março de 2013.
| Clube             | Temporada         | Divisão                  | Liga  | Liga | Copa  | Copa | Continental | Continental | Outros | Outros | Total | Total |
| Clube             | Temporada         | Divisão                  | Jogos | Gols | Jogos | Gols | Jogos       | Gols        | Jogos  | Gols   | Jogos | Gols  |
| ----------------- | ----------------- | ------------------------ | ----- | ---- | ----- | ---- | ----------- | ----------- | ------ | ------ | ----- | ----- |
| Salamanca B       | 2011–12           | Tercera División Grupo 8 | 1     | 0    | —     | —    | —           | —           | —      | —      | 1     | 0     |
| Salamanca B       | Total             | Total                    | 1     | 0    | 0     | 0    | 0           | 0           | 0      | 0      | 1     | 0     |
| Spain Total       | Spain Total       | Spain Total              | 1     | 0    | 0     | 0    | 0           | 0           | 0      | 0      | 1     | 0     |
| South China       | 2012–13           | Primeira Divisão         | 1     | 0    | 0     | 0    | 0           | 0           | 0      | 0      | 1     | 0     |
| South China       | Total             | Total                    | 1     | 0    | 0     | 0    | 0           | 0           | 0      | 0      | 1     | 0     |
| Hong Kong Total   | Hong Kong Total   | Hong Kong Total          | 1     | 0    | 0     | 0    | 0           | 0           | 0      | 0      | 1     | 0     |
| Total na carreira | Total na carreira | Total na carreira        | 2     | 0    | 0     | 0    | 0           | 0           | 0      | 0      | 2     | 0     |

### Seleção
Atualizado em 2 de março de 2012.
| # | Data                    | Estádio                     | Adversário | Resultado | Gols | Competição |
| - | ----------------------- | --------------------------- | ---------- | --------- | ---- | ---------- |
| 1 | 29 de fevereiro de 2012 | Mong Kok Stadium, Hong Kong | Hong Kong  | 1–5       | 0    | Amistoso   |

### Seleção Sub-23
Atualizado em 2 de março de 2012.
| # | Data               | Estádio                             | Adversário        | Resultado | Gols | Competição                        |
| - | ------------------ | ----------------------------------- | ----------------- | --------- | ---- | --------------------------------- |
| 1 | 9 de março de 2011 | Estádio Municipal de Taipei, Taiwan | Jordânia (Sub-23) | 0–2       | 0    | Eliminatórias dos Jogos Olímpicos |